# Julius Korir
Julius Korir   (Distrit Nandi, 21 d'abril de 1960) és un atleta kenyià, ja retirat, especialista en els 3.000 metres obstacles.
Nascut a Nandi, Kenya, Julius Korir entrà a l'escena de l'atletisme mundial el 1982, quan guanyà la medalla d'or als Jocs de la Commonwealth.
Korir millorà els seus temps durant el 1983, però només fou setè al Campionat del Món d'atletisme de 1983. El 1984 continuà millorant, acabant amb la medalla d'or als Jocs Olímpics de Los Angeles.
Es va perdre l'any 1985 per una lesió, i tot i que va competir durant diversos anys més, mai més va representar el seu país en un campionat internacional important.